# NGC 4219
NGC 4219 é uma galáxia espiral (Sbc) localizada na direcção da constelação de Centaurus. Possui uma declinação de -43° 19' 21" e uma ascensão recta de 12 horas, 16 minutos e 27,4 segundos.
A galáxia NGC 4219 foi descoberta em 3 de Junho de 1834 por John Herschel.